# Список університетів Республіки Сербської
Університети Республіки Сербської — зареєстровані вищі навчальні заклади республіки, освітня діяльність яких проводиться у відповідності до «Закону про вищу освіту в Республіці Сербській». Контроль за навчальним процесом в закладах державного утворення покладено на Міністерство освіти та культури Республіки Сербської.

## Типи університетів та їх розташування
У Республіці Сербській є два типи університетів — державні вищі навчальні заклади та приватні.
Загалом вузи республіки сконцентровані в трьох містах — Баня-Луці, Східному Сараєво та Бієльїні. 1992 року було вирішено реструктурувати освітню систему, що існувала до того в Югославії та створити власну. Так утворилося два державні університети з викладанням сербською мовою: Університет в Баня-Луці, як суспільний інститут Республіки Сербської та Університет Східного Сараєво, що заснований рішення Національної Скупщини Республіки Сербської від 29 грудня 1993 року. Головний корпус Університету Східного Сараєво наразі знаходиться безпосередньо в Східному Сараєво, а факультети розташовані по таких містечках, як Лукавиця, Палама, Требьїн, Фока, Зворник, Добой, Брчко, Бієльїна.
Приватні університети Республіки Сербської в основному сконцентровані в Баня-Луці і Бієльїні. Перший приватний вищий навчальний заклад відкрився 2003 року. Також вищу освіту можна отримати на базі шкіл у Баня-Луці, Бієльїні, Градишці, Приєдору, Сокоцу і Требьїні.
До переліку приватних ВНЗ входять:
- Слобомир П Університет в Бієльїні та Добої;
- Університет бізнесових досліджень, Незалежний університет, Пан'європейський університет та Університет бізнес інженерії та управління в Баня-Луці;
- Університет Синергії в Бієльїні, Вишеграді та Баня-Луці;
- Університет Бієльїна.